# Saint-Flour (Puy-de-Dôme)
Saint-Flour – miejscowość i gmina we Francji, w regionie Owernia-Rodan-Alpy, w departamencie Puy-de-Dôme.
Według danych na rok 1990 gminę zamieszkiwały 192 osoby, a gęstość zaludnienia wynosiła 20 osób/km² (wśród 1310 gmin Owernii Saint-Flour plasuje się na 657. miejscu pod względem liczby ludności, natomiast pod względem powierzchni na miejscu 823.).